# Ameuvelle
Ameuvelle je francouzská obec v departementu Vosges, v regionu Grand Est, 39 kilometrů od Vesoulu.

## Památky
- kostel sv. Renoberta

## Vývoj počtu obyvatel
Počet obyvatel